# 高光映
約瑟夫·高（英語：Joseph Cao；越南语：／；1967年3月13日—）是越裔美國政治人物和路易斯安那州紐奧良的執業律師。高隸屬於美國共和黨。
高光映於1967年在西贡（现胡志明市）出生，其父親在越南共和國軍（南越軍）服役。1975年4月30日北越軍隊取得勝利。越南統一後，他的父親被政府關入再教育營。1976年他和母親，以及一個弟弟和一個妹妹離開胡志明市，到美國成為難民。父親於幾年後才跟家庭在德克薩斯州休斯敦團聚。高中畢業後，高在貝勒大學學習，並於1990年取得物理學學士；接著於1995年在福坦莫大学取得哲學碩士；最後於2000年在新奧爾良洛約拉大學完成他的法學博士學位。
高於2008年全國大選中擊敗醜聞和弊案纏身的民主黨人，成為路州第二國會選區聯邦眾議員，也是美國史上首位越南裔國會議員。高於2010年期中選舉敗給了另一名民主黨挑戰者。值得一提的是，該選區是民主黨鐵票區，2008年總統大選該區75%公民將選票投給民主黨人歐巴馬。
其認為美國政府和國會需要對越南共產黨政權採取更強硬的立場。

## 外部連結
- Joseph Cao for Congress （页面存档备份，存于） official campaign website
- C-SPAN內的頁面（英文）
- 美國國會國家人物傳記大辭典中的傳記
- 由華盛頓郵報維護的投票記錄
- 智慧投票计划中的傳記、投票紀錄及利益集團評級
- 聯邦選舉委員會中的競選財務報告和數據